# Xenoblade Chronicles (trò chơi điện tử)
Xenoblade Chronicles  là trò chơi thuộc thể loại hành động nhập vai, thế giới mở do Monolith Soft phát triển và Nintendo phát hành cho hệ máy Wii. Trò chơi ban đầu được phát hành tại Nhật Bản vào năm 2010, sau đó phát hành ở khu vực PAL vào năm 2011 và tiếp theo ở Bắc Mỹ vào năm 2012. Một phiên bản port cho New Nintendo 3DS đã được phát hành vào năm 2015 và bản remaster cho Nintendo Switch phát hành vào tháng 5 năm 2020. Xenoblade Chronicles là tựa trò chơi đầu tiên trong loạt Xenoblade Chronicles, một nhánh thuộc dòng trò chơi Xeno. Mặc dù không có sự liên kết trực tiếp với những tựa trò chơi Xeno trước đây, nhưng Xenoblade Chronicles kết hợp các yếu tố thẩm mỹ và lối kể chuyện bằng cả phương diện giả tưởng lẫn khoa học viễn tưởng. Trò chơi có tính năng di chuyển trong một thế giới mở được phân chia thành các khu vực, nhiệm vụ phụ gắn liền với mối quan hệ của các thành viên trong nhóm và hệ thống chiến đấu dựa trên hành động thời gian thực kết hợp khả năng dự đoán tương lai của nhân vật chính.
Bối cảnh của Xenoblade Chronicles diễn ra trên cơ thể bất động của hai người khổng lồ chiến tranh, Bionis và Mechonis. Người dân Bionis, bao gồm chủng tộc Homs giống người, đang trong một cuộc chiến không hồi kết với chủng tộc Mechon điều khiển người máy, sinh sống trên Mechonis. Chìa khóa cho những nỗ lực của Homs trong cuộc chiến chống lại quân đội Mechon là Monado, một thanh kiếm tương truyền là đã được Bionis sử dụng. Trong một cuộc tấn công vào thuộc địa của mình, nhân vật chính là Shulk, phát hiện ra bản thân có khả năng sử dụng Monado và bắt đầu cuộc hành trình để trả thù cùng với người bạn thân nhất của mình, Reyn, và cùng với những nhân vật khác khi trò chơi tiến triển.
Ý tưởng về Xenoblade Chronicles bắt nguồn từ tháng 6 năm 2006 khi giám đốc điều hành và người viết kịch bản chính của trò chơi, Takahashi Tetsuya, hình dung và sau đó xây dựng mô hình hai vị thần khổng lồ bất động với những sinh vật sống trên cơ thể họ. Quá trình phát triển bắt đầu vào năm 2007 với tựa đề Monado: The Beginning of the World, mặc dù cuối cùng nó đã được đổi tên thành tựa đề hiện tại để vinh danh tác phẩm trước đây của Takahashi. Kịch bản được thực hiện bởi Takahashi, biên kịch anime Takeda Yuichiro và Hattori Yurie - người viết kịch bản của Nintendo. Âm nhạc được viết bởi sáu nhà soạn nhạc khác nhau, bao gồm cả nhà soạn nhạc đầu tiên và nhà soạn nhạc chính Kiyota Manami cùng các lão làng trong ngành Shimomura Yoko và Mitsuda Yasunori, với nhạc chủ đề kết thúc.
Trò chơi được công bố vào năm 2009 dưới tựa gốc và được phát hành tại Nhật Bản vào năm sau. Mặc dù ban đầu trò chơi được công bố phát hành ở châu Âu và châu Đại Dương, tin phát hành cho khu vực Bắc Mỹ vẫn chưa được xác nhận cho đến tháng 12 năm 2011, trong thời gian đó, một chiến dịch của người hâm mộ có tên là Operation Rainfall đã thu hút sự chú ý đáng kể cho trò chơi. Ngay sau khi phát hành, trò chơi đã nhận được sự hoan nghênh nhiệt liệt là một trong những trò chơi nhập vai hay nhất gần đây. Phiên bản port cho New Nintendo 3DS được khen ngợi vì đã tạo dựng thành công trò chơi ở dạng di động. Trò chơi cũng đã đạt được thành công thương mại ở cả Nhật Bản lẫn phương Tây. Xenoblade Chronicles X, tựa trò chơi kế thừa tinh thần của cùng một nhóm phát triển cho hệ máy Wii U, đã được phát hành vào năm 2015. Phần tiếp theo cho hệ máy Nintendo Switch, Xenoblade Chronicles 2, đã được phát hành vào năm 2017.

## Lối chơi

Shulk (giữa) và Reyn trên khu vực chân của Bionis. Xenoblade Chronicles có thế giới mở rộng lớn, cho phép người chơi tự do khám phá.

Xenoblade Chronicles là một trò chơi điện tử thuộc thể loại nhập vai hành động (RPG), trong đó người chơi điều khiển một nhân vật trong nhóm ba người bằng cách sử dụng Wii Remote và Nunchuk hoặc Classic Controller. Trò chơi sử dụng thiết kế thế giới mở, người chơi có thể tự do di chuyển giữa các khu vực kết nối liền mạch. Trò chơi tồn tại chu kỳ thời gian ngày đêm, có ảnh hưởng đến các sự kiện trong trò chơi, nhiệm vụ, sức mạnh của kẻ thù và tính khả dụng của vật phẩm: ví dụ, các loại kẻ thù mạnh hơn xuất hiện vào ban đêm. Thời gian tự động trôi qua và một chu kỳ ngày lặp lại cứ sau mười phút theo thời gian thực. Người chơi có thể điều chỉnh đồng hồ trong trò chơi theo thời gian mong muốn tại bất kỳ thời điểm nào. Ngoài ra, trong quá trình khám phá thế giới, nhiều khu vực, được gọi là "Landmarks", đóng vai trò như các điểm dịch chuyển tức thời, cho phép nhân vật di chuyển giữa các vùng đất bất cứ lúc nào. Trò chơi cũng hỗ trợ tính năng "lưu mọi nơi", cho phép người chơi có thể lưu tại bất kỳ điểm nào ngoài giao tranh. Trò chơi cũng có chế độ New Game+, mang theo phần lớn tiến trình của người chơi từ lần chơi đầu tiên sang các lần chơi lại tiếp theo.
Khám phá, hoàn thành nhiệm vụ và bộ sưu tập vật phẩm đóng vai trò chủ đạo trong lối chơi. Người chơi được khuyến khích khám phá thế giới rộng lớn, hầu như cho phép người chơi di chuyển đến mọi khu vực có thể nhìn thấy ở đường chân trời. Trong khi khám phá, người chơi có thể chọn nhận nhiệm vụ phụ từ nhiều nhân vật không phải người chơi khác sống trong thế giới của trò chơi, vì chúng thường liên quan đến việc xác định vị trí vật phẩm nhất định hoặc tiêu diệt một số nhân vật kẻ thù nhất định. Khi các yêu cầu cần thiết của nhiệm vụ được đáp ứng, một số nhiệm vụ sẽ hoàn thành tự động mà người chơi không cần phải trực tiếp thông báo hoàn tất với các nhân vật trong trò chơi. Bộ sưu tập vật phẩm đóng một vai trò trong trò chơi dưới dạng "Collectopaedia". Rải rác trong trò chơi là những quả cầu màu xanh phát sáng, và khi tiếp xúc với quả cầu, người chơi nhận một vật phẩm ngẫu nhiên mà họ có thể thêm vào Collectopaedia; khi các loại vật phẩm thuộc cùng hệ hoặc cùng khu vực được thu thập, người chơi được thưởng các vật phẩm mới.  Bên cạnh Collectopaedia, còn có các tinh thể ether được tìm thấy từ kẻ thù hoặc các quặng tinh thể ether, cho phép người chơi truy cập vào một trò chơi nhỏ "Gem Crafting", cho phép tạo ra các viên đá quý, được dùng để tăng chỉ số chiến đấu khi được trang bị.
Nhiều hệ thống trong trò chơi ảnh hưởng đến mạch tổng thể của trò chơi. Hệ thống "Affinity" theo dõi mối quan hệ giữa các nhân vật và địa điểm trong trò chơi. "Location Affinity" theo dõi mối quan hệ cá nhân giữa tất cả các nhân vật được đặt tên trong trò chơi, thể hiện mức độ hòa hợp của họ, và độ tín nhiệm của các thị trấn với nhóm các nhân vật có thể chơi được. Hoàn thành các nhiệm vụ có thể thay đổi nhận thức của các nhân vật, và mở ra các chuỗi câu chuyện bổ sung. Ngoài ra còn có "Party Affinity", đây là mức độ tình cảm giữa từng thành viên trong nhóm, từ thờ ơ đến yêu mến.  Thước đo mối quan hệ này có thể được nâng lên bằng cách cho các nhân vật tham chiến cùng nhau, tặng quà hoặc sử dụng hệ thống "Heart-to-Hearts".  "Heart-to-Hearts" là những khoảnh khắc thân mật giữa hai nhân vật, phác họa thêm về tính cách, quá khứ hoặc tâm tư của mỗi nhân vật và có thể xem được khi thước đo Affinity giữa các nhân vật đạt mức độ nhất định. Hệ thống Affinity giữa các nhân vật làm tăng hiệu quả trong giao tranh và chế tác đá quý.  Trò chơi cũng có một hệ thống tùy biến, bao gồm thay đổi trang phục và vũ khí của nhân vật. Những thay đổi này được xuất hiện trực tiếp trong trò chơi, xuất hiện trên thực địa và ngay cả trong các đoạn cắt cảnh theo kịch bản. Trò chơi còn cho phép người chơi tùy biến thay đổi ngoại hình trang phục và vũ khí xuất hiện khác với trang phục và vũ khí được trang bị.

### Hệ thống chiến đấu

Một trận chiến giữa Shulk (người chơi), Reyn và Fiora chống lại một số động vật hoang dã thù địch trong Xenoblade Chronicles.

Xenoblade Chronicles có hệ thống chiến đấu dựa trên hành động thời gian thực, trong đó người chơi tự di chuyển nhân vật chính hiện tại theo thời gian thực và các thành viên trong nhóm sẽ "tự động tấn công" khi kẻ thù bước vào bán kính tấn công của họ. Người chơi bấm chọn các đòn tấn công, được gọi là "Art", nhưng chỉ được sử dụng trong một thời gian hạn chế. Battle Art chỉ khả dụng sau một khoảng thời gian "hạ nhiệt" sau mỗi lần sử dụng, trong khi "Talent Art" đặc trưng của nhân vật chỉ khả dụng sau khi thực hiện đủ các đòn tấn công tự động. Cả thành viên trong nhóm và kẻ thù đều có số máu (HP) hữu hạn và các đòn tấn công làm hạ số máu. Giao tranh chiến thắng khi tất cả kẻ thù mất hết HP, nhưng giao tranh thất bại và trò chơi kết thúc nếu nhân vật của người chơi mất hết HP và không có phương tiện để hồi sinh. HP có thể được phục hồi bởi người chơi bằng cách sử dụng Art hồi máu trong trận chiến, hoặc người chơi có thể để HP của nhân vật tự động phục hồi bên ngoài giao tranh. Giao tranh chiến tranh tăng điểm kinh nghiệm của người chơi, cho phép các nhân vật phát triển mạnh hơn bằng cách tăng cấp và học Art mới. Art của mỗi nhân vật phải được người chơi tự thiết lập, được gọi là "Battle Palette", bên ngoài giao tranh.
Trò chơi còn có một số hệ thống khác ảnh hưởng mạch giao tranh. "Party Gauge" từ từ lấp đầy khi các thành viên trong nhóm hạ đòn đánh thành công vào kẻ thù, và khi thanh đo được lấp đầy, người chơi có thể thực hiện chuỗi nhiều đòn tấn công "Chain Attack" để gia tăng sát thương. Tất cả các thành viên trong nhóm cũng có một vòng "aggro" (hung hãn) xung quanh; nhân vật thực hiện nhiều sát thương lên kẻ thù, "aggro" càng tăng. Kẻ thù sẽ tập trung tấn công vào nhân vật có vòng "aggro" lớn nhất, tạo nên chiến lược thu hút và chuyển hướng sự chú ý của kẻ thù. Mỗi nhân vật có một thước đo "Tension" (căng thẳng), đại diện cho tinh thần chiến đấu của mỗi nhân vật: "Tension" khi đạt đỉnh sẽ tăng tỉ lệ nhân vật tấn công chí mạng và chính xác vào kẻ thù, hạn chế trượt đòn đánh. Hệ thống "Vision" (tầm nhìn) của trò chơi, nhân vật chính Shulk có thể nhìn thoáng qua các cuộc tấn công trong tương lai của kẻ thù, cũng là yếu tố trong các trận chiến. Khi biết trước về cuộc tấn công nguy hiểm tiềm tàng của kẻ thù, người chơi có một khoảng thời gian nhất định để ngăn chặn điều đó xảy ra bằng cách cảnh báo cho đồng đội, cho phép người chơi kích hoạt một trong những Art của họ, hoặc bằng cách sử dụng Art của chính mình để ngăn chặn đòn tấn công. Hệ thống "Vision" được gắn liền với thước đo "Party Gauge", được lấp đầy bằng cách thúc đẩy tinh thần đồng đội, sử dụng Art với các hiệu ứng đặc biệt, và tránh hoặc gây ra các đòn chí mạng. Thước đo ba lớp dần dần cạn kiệt bên ngoài giao tranh, và sử dụng một lớp để hồi sinh nhân vật hoặc cảnh báo cho đồng đội khi ở trong trạng thái "Vision". Khi cả ba lớp được lấp đầy, cả nhóm có thể thực hiện chuỗi tấn công "Chain Attack".

## Tóm lược

### Bối cảnh và nhân vật
Bối cảnh của Xenoblade Chronicles bắt nguồn từ một thế giới không có gì ngoài đại dương vô tận cho đến khi hai vị thần khổng lồ, Bionis và Mechonis, xuất hiện và chiến đấu với nhau cho đến khi chỉ còn lại là xác chết bất động. Trong thời đại sau trận chiến kinh hoàng đó, cơ thể bất động của hai vị thần khổng lồ trở thành ngôi nhà của nhiều loài vật sống. Bionis là ngôi nhà của các dạng sống hữu cơ, nổi bật nhất là loài Homs hình người, sinh vật này gần giống với con người cả về mặt ngoại hình và sinh học; loài sinh vật Nopon nhỏ có lông; và loài High Entia hình người cánh chim, có tuổi thọ kéo dài hàng thế kỷ. Ngược lại, Mechonis là quê hương của Machina hình người cơ học, có tuổi thọ kéo dài vài thiên niên kỷ. Một vũ khí quan trọng được sử dụng bởi Homs trong trận chiến chống lại Mechonis là Monado, một thanh kiếm thần bí cho phép người hoàn toàn điều khiển được nó có tầm nhìn về tương lai.
Nhân vật chính của trò chơi là Shulk, một Homs, một nhà khoa học trẻ tuổi sống ở Thuộc địa 9 trên Bionis. Trong một cuộc tấn công của các chiến binh Machina, gọi là Mechon, Shulk đã phát hiện ra bản thân có khả năng sử dụng Monado. Trong cuộc hành trình của mình, Shulk đồng hành cùng Reyn, một trong những người bạn thời thơ ấu của Shulk và là thành viên quan trọng của Lực lượng Phòng vệ;  Fiora, bạn thời thơ ấu của Shulk; Dunban, một cựu chủ nhân của Monado và là anh trai của Fiora; Sharla, một bác sĩ và xạ thủ đến từ Thuộc địa 6; Melia Antiqua, công chúa của vương quốc High Entia và là người lai Entia-Hom; và Riki, một Nopon được chọn làm anh hùng của làng mình. Các nhân vật quan trọng khác bao gồm Zanza, thần Bionis và nhân vật phản diện chính của trò chơi; Lady Meyneth, nữ thần của người Mechonis; Dickson, cố vấn của Shulk; Mumkhar, một người lính hèn nhát đã chiến đấu bên cạnh Dunban và mong muốn sở hữu Monado cho chính mình; Egil, thủ lĩnh tự xưng của Machina; và Alvis, một thanh niên bí ẩn giúp đỡ Shulk trên hành trình của mình.
Xenoblade Chronicles: Definitive Edition bổ sung một cốt truyện mới, Future Connected, lấy bối cảnh một năm sau các sự kiện của câu chuyện chính. Bối cảnh diễn ra trên vai của Bionis, một khu vực chưa được khám phá trong trò chơi gốc, Future Connected theo chân Shulk, Melia, và Nene (con gái của Riki) và Kino (con trai nuôi của Riki) khi họ tìm cách giành lại thủ đô Alcamoth.

### Cốt truyện
Trò chơi mở đầu bằng các sự kiện một năm trước, khi Dickson, Dunban và Mumkhar đang chiến đấu với một đội quân Mechon. Mumkhar đào ngũ và Monado làm liệt cánh tay phải của Dunban sau khi anh ta dùng nó để đánh bại Mechon. Ở hiện tại, Shulk nghiên cứu về Monado ở Thuộc địa 9, nơi Dunban và Fiora sinh sống. Một đội quân Mechon, dẫn đầu là Face Mechon Metal Face, đã nhanh chóng tấn công Thuộc địa 9. Dunban suýt bị chính Monado giết khi anh ta cố gắng sử dụng nó một lần nữa, khiến Shulk phải liều mình thử sử dụng nó: cậu ta dễ dàng sử dụng Monado và được trao cho khả năng nhìn trước tương lai. Trong khi lực lượng Mechon bị đánh lui, Metal Face thể hiện khả năng kháng lại Monado và giết chết Fiora trước khi chạy trốn. Quyết tâm trả thù Metal Face, Shulk bắt đầu cuộc hành trình cùng Reyn. Họ gặp Sharla ở Thuộc địa 6 bị tàn phá và chiến đấu giải thoát thuộc địa khỏi sự chiếm đóng của Mechon, và ngay sau đó, họ tái hợp với Dunban. Với khả năng nhìn trước tương lai của Shulk, cả nhóm được dẫn dắt đi đến thủ đô Alcamoth của vương quốc High Entia để vào Prison Island (Đảo ngục tù), cùng với Melia và Riki. Shulk cũng gặp Alvis, người cũng có khả năng sử dụng Monado giống Shulk. Đến được Prison Island, họ gặp Zanza, người đã tạo ra Monado và trao cho Shulk khả năng tiêu diệt Face Mechon, được tiết lộ là do con người điều khiển bên trong Mechon. Mặc dù Shulk chấp nhận và Monado được ban cho khả năng tiêu diệt con người, Metal Face với một Faced Mechon khác có tên Face Nemesis đã phản công và dường như đã giết chết Zanza, và cũng giết chết cha của Melia. Trong trận chiến sau đó, Face Nemesis bị hư hại, lộ ra người điều khiển bên trong là Fiora, nhưng trong một cơ thể máy móc và đã bị mất trí nhớ.
Shulk đã rất nản lòng vì điều này, nhưng đồng đội đã khích lệ cậu cùng tập hợp lại và bắt đầu hành trình theo đuổi Metal Face và Fiora. Shulk cùng đồng đội gặp lại Fiora trong yên bình. Nhưng, Metal Face lại tấn công họ, tiết lộ mình là Mumkhar sau khi bắt Shulk phải trao Monado cho hắn. Melia tấn công Mumkhar, giải giáp hắn ta để Dunban có thể chiến đấu với hắn, thẩm vấn Mumkhar về lý do tại sao hắn ta gây ra tất cả các tội ác của mình. Egil sau đó đã can thiệp, bắt Fiora đi.  Trên đường đến Mechonis, cả nhóm đối mặt và đánh bại Mumkhar, nhưng họ vẫn quyết định tha mạng cho hắn. Tuy nhiên, Mumkhar tức giận và phản công lại, nhưng bị một thanh kiếm khổng lồ đâm và rơi thẳng xuống biển, chết. Cả nhóm tiếp tục chiến đấu với Egil và Fiora. Sau khi trận chiến kết thúc, Shulk và Fiora cùng bị rơi xuống biển và bị tách khỏi nhóm. Trong thời gian ở bên nhau, Shulk đã đánh thức thành công ký ức của Fiora và biết rằng có một ý thức khác đang điều khiển cơ thể cô.  Đoàn tụ với nhóm, họ gặp Machina Linada và đồng bào của cô, loài Machina. Cô tiết lộ rằng Bionis và Mechonis ban đầu rất bình yên, trước khi vị thần Zanza của Bionis phát động một cuộc tấn công vô cớ, buộc nữ thần eyneth Mcủa echonis phải  đả thương hắn ta đủ để High Entia nhốt hắn ta lại. Kể từ trận chiến một năm trước, Egil đã tự mình chuyển hóa sự sống của Bionis thành Mechon để khiến Monado trở nên vô dụng, cũng như nó đã hút cạn ether trong mỗi cá thể Homs.
Đối mặt với Egil, Fiora bị chiếm lấy bởi một bản thể khác, Meyneth, sau đó bà đã tiết lộ rằng, sau khi bị thương trong trận chiến với Zanza, bà đã chìm trong giấc ngủ dài, trước khi bị đánh thức và động lòng bởi tình cảm của Fiora dành cho Shulk. Cả nhóm cùng đến cứ địa của Egil, khi hắn ta kích hoạt lại Mechonis và bắt đầu cuộc tấn công vào Bionis, với ý định tiêu diệt Bionis để trả thù cho sự tàn sát mà Bionis đã gây ra cho đồng bào Machina hàng ngàn năm trước. Mặc dù chiến đấu với hắn ta, Shulk vẫn làm cho hắn ta thấy rằng cả hai đều mong muốn đưa cuộc sống trở lại hòa bình, và từ chối cơ hội ngay trước mắt để giết Egil sau khi đánh bại hắn. Lúc này, Dickson xuất hiện và bắn Shulk, tiết lộ mình là môn đồ của Zanza, người xuất hiện từ cơ thể của Shulk và đòi lại Monado. Hắn tiết lộ rằng Zanza đã cư ngụ bên trong cơ thể Shulk sau khi cậu ta bị giết trong cuộc thám hiểm chiếm lấy Monado, và Dickson đã vạch đường cho Shulk để cậu có thể kiểm soát Monado và cuối cùng đánh thức Zanza. Egil và Meyneth cố gắng chiến đấu với Zanza, nhưng họ đều bị đánh bại và Monado của Meyneth bị Zanza cướp mất. Khi cả nhóm trốn thoát, Egil cố gắng chiến đấu một lần nữa, nhưng Zanza đã tiêu diệt cả Egil lẫn Mechonis.
Sau khi hủy diệt Mechonis, Zanza biến đổi người High Entia thuần chủng thành Telethia, loài thanh trừng sự sống trên Bionis. Cả nhóm bất lực trước Telethia, nhưng một phi đội của High Entia đã can thiệp để bảo vệ họ. Tuy nhiên, Bộ trưởng bộ Nghiên cứu của vương quốc High Entia - Lorithia tiết lộ mình cũng là môn đồ của Zanza và giải phóng ether để biến toàn bộ phi đội High Entia thành Telethia. Trong khi cả nhóm đau buồn vì Shulk vẫn đang bất tỉnh, Shulk tỉnh dậy nhờ Alvis và tìm cách đánh bại một cuộc đột kích Telethia lên Thuộc địa 6, nhưng Alvis cũng được tiết lộ là môn đồ thứ ba của Zanza, dù Shulk nghi ngờ còn một động cơ sâu xa khác. Tìm đường trở lại đảo Prison Island, họ đánh bại Lorithia và Dickson. Cả nhóm sau đó đi đến đối mặt với Zanza, người tuyên bố sự sống của Bionis chỉ đơn giản là thức ăn và mạch dẫn của hắn ta, và bằng cả hai thanh kiếm Monado, hắn ta dự định sẽ tái tạo thế giới như hắn đã làm trước đây, phá hủy thế giới hiện tại và toàn bộ sự sống. Zanza sau đó cho Shulk cơ hội để trở thành môn đồ mới của mình. Shulk từ chối lời đề nghị, và trong trận chiến sau đó, cậu đã tạo ra một thanh Monado thứ ba: được tạo thành bởi chính linh hồn Alvis, linh hồn của một Monado đã phản bội Zanza, Shulk đã sử dụng Monado này để tiêu diệt Zanza. Alvis sau đó cho Shulk thấy nguồn gốc của Zanza; cả Zanza, người có tên là Klaus, và Meyneth ban đầu là những nhà khoa học của loài người từ Trái đất, đang làm việc để tạo ra một vũ trụ mới trên một trạm không gian, trong đó, Alvis là máy chủ. Những ham muốn ám ảnh của Klaus đã khiến thí nghiệm kết thúc trong thảm họa, xóa sổ vũ trụ hiện tại và biến Zanza và Meyneth tái sinh thành những vị thần. Sau khi tạo ra vũ trụ mới, Zanza và Meyneth đã tạo ra sự sống theo ý nghĩ của họ, và Zanza đã tạo ra vòng đời của Bionis, nhưng nỗi sợ rằng cuối cùng hắn ta sẽ chết vì những sáng tạo của hắn sẽ quên lãng sự tồn tại của chính hắn và tìm kiếm sự sống bên ngoài Bionis. Lo sợ Zanza đe dọa vũ trụ, Alvis nhờ Shulk, giờ là một vị thần, quyết định cậu ta sẽ tái tạo vũ trụ như thế nào. Shulk mong muốn một thế giới không có các vị thần, nơi mọi người có thể quyết định số phận của chính mình. Trong vũ trụ mới, những người sống sót của Bionis và Mechonis xây dựng một khu định cư mới và chung sống hòa bình, Fiora được khôi phục lại hình dạng Homs của mình, và cả cô và Shulk đều lạc quan mong chờ lời hứa chia tay của Alvis về những thế giới vô tận và những giống loài sinh vật vô tận khác.

## Quá trình phát triển
Xenoblade Chronicles được phát triển bởi công ty Monolith Soft, Nhật Bản, với Takahashi Tetsuya hình thành những ý tưởng ban đầu và đảm nhiệm vai trò như giám đốc điều hành của trò chơi. Takahashi trước đây đã làm việc vào những năm 1990 với Xenogears, sau đó là bộ ba Xenosaga sau khi thành lập Monolith Soft vào năm 1999. Xenosaga được dự định là một loạt sáu phần, nhưng hiệu suất thương mại thấp đã buộc loạt Xenosaga theo kế hoạch phải giảm đi một nửa. Sau những sự kiện này, toàn bộ đội ngũ phát triển đã ở trong tình trạng mất động lực làm việc. Tháng 6 năm 2006, Takahashi nảy ra ý tưởng ban đầu cho Xenoblade Chronicles, về thế giới nơi những loài sinh vật sống trên cơ thể của các vị thần khổng lồ. Bị mắc kẹt bởi ý tưởng của mình, Takahashi ngay lập tức ghi ra giấy và đưa bản thảo cho các nhân viên cấp cao khác, và mọi người đều ấn tượng bởi ý tưởng này. Một trong số họ, giám đốc điều hành Honne Yasuyuki, đã nghĩ rằng nó sẽ tạo ra một mô hình 3D tốt và mua nguyên liệu để tạo ra nó. Việc xây dựng bắt đầu vào tháng 7: trong giai đoạn này, các nhân viên trẻ tuổi đóng vai trò là người mẫu để Takahashi có thể thiết lập phần nào của cơ thể của các vị thần có thể được sử dụng làm môi trường sống và có thể di chuyển theo nhiều tư thế khác nhau.
Sau khi xây dựng mô hình, Takahashi quyết định kết hợp ý tưởng của mô hình với ý tưởng câu chuyện không liên quan khác, trở thành nền tảng cho một tựa trò chơi mới sau khi được phản hồi tích cực từ nhân viên. Takahashi sau đó nói rằng, một trong những lý do chính để phát triển trò chơi là để củng cố tinh thần đội ngũ nhân viên sau thất bại thương mại của các dòng trò chơi Xenosaga. Đội phát triển đầu tiên đã đề xuất với Nintendo trước giai đoạn phát triển cuối cùng của Disaster: Day of Crisis. Quá trình phát triển đã bắt đầu hơn bốn năm trước khi phát hành, và những nguyên mẫu đầu tiên cho trò chơi được phát triển vào tháng 4 năm 2007. Chính tại thời điểm này, đồng đạo diễn Yokota Genki đã được Nintendo cử vào tham gia để xử lý mọi vấn đề liên quan đến hệ thống với kinh nghiệm trước đây của anh với các trò chơi nhập vai. Sau khi được biết về cả Xenoblade Chronicles và Wii JRPG The Last Story, người đứng đầu bộ phận cấp phép của Nintendo, Hatano Shinji nói rằng các trò chơi nên được tạo ra cho nhiều đối tượng và sử dụng "cách tiếp cận lãng mạn". Takahashi đã tham gia vào mọi mặt phát triển của trò chơi, từ xây dựng ý tưởng ban đầu đến giai đoạn gỡ lỗi. Khi bắt đầu phát triển, trò chơi sẽ trở thành một tựa game độc lập không liên quan đến loạt Xeno, mang tựa đề Monado: The Beginning of the World. Sau đó, chủ tịch của Nintendo lúc đó là Iwata Satoru đã đổi tên thành tựa trò chơi như hiện tại, để tôn vinh cả hai tựa game trước của Takahashi và nỗ lực mà ông đang đầu tư vào Xenoblade Chronicles.  Theo Takahashi, tên "Xeno" luôn gắn chặt theo biểu tượng, gợi lại các tác phẩm trước đây của Monolith Soft. Khi mô tả ý nghĩa của tiêu đề, Takahashi đã mô tả "Xeno" có nghĩa là "bản chất khác biệt" hoặc "sự độc đáo", trong khi phần "Blade" gắn chặt với câu chuyện, đặc biệt là kết thúc của trò chơi.
Một yếu tố quan trọng của trò chơi do Takahashi đề ra là tạo ra sự cân bằng lý tưởng giữa lối chơi và cốt truyện, điều mà ông cảm thấy thiếu trong các game nhập vai khác vì tập trung quá nhiều vào cốt truyện. Những trải nghiệm trước đây của Takahashi với các trò chơi Xenosaga và Baten Kaitos: Eternal Wings và Lost Ocean, vốn được gọi là lỗi thời khi so sánh với các game nhập vai khác cùng thời, đã tác động không nhỏ đến những công trình của ông. Cơ chế thoáng nhìn trước tương lai của Shulk trở thành nền tảng của toàn bộ hệ thống chiến đấu. Takahashi đã thử nghiệm với một hệ thống chiến đấu theo lượt kết hợp tính năng này, nhưng nó không hoạt động. Trong một vấn đề khác, Takahashi quyết định phản đối sự chuyển đổi giữa môi trường và chiến trường vì ông cảm thấy như vậy sẽ làm gián đoạn mạch trò chơi. Trò chơi có một thế giới mở hoàn toàn, được Takahashi mô tả là "quá sức tưởng tượng, giống như một MMORPG", mô tả kích thước thế giới gần tương đương với quần đảo Nhật Bản. Quy mô của thế giới bắt nguồn từ mong muốn của Takahashi để thể hiện sự quan trọng của yếu tố trải nghiệm.  Thêm vào đó, số lượng và độ dài của các đoạn cắt cảnh đã bị cắt giảm đáng kể so với các trò chơi Xenosaga, vì Takahashi xem phương pháp phát triển như vậy đã trở thành "ngõ cụt".   Mong muốn về một thế giới mở rộng cũng trở nên gắn liền với mong muốn tặng thưởng cho người chơi cho sự khám phá, điều này đòi hỏi phải tạo ra một lượng lớn nội dung sáng tạo như vật phẩm và phụ kiện. Lối chơi được tác động bởi cả trò chơi nhập vai Nhật Bản và trò chơi nhập vai phương Tây trước đây. Khi nhóm gặp khó khăn, Takahashi đã đến Nintendo trong trạng thái "xì hơi" và đề xuất nhiều cách để đáp ứng thời hạn dự kiến của trò chơi. Yamagami từ chối tất cả các đề xuất của Takahashi và thay vào đó khẳng định nhóm vẫn kiên trì với tầm nhìn của họ, nói rằng ông sẽ thuyết phục Nintendo tiếp tục hỗ trợ họ.

### Kịch bản
Kịch bản được viết bởi Takahashi, Takeda Yuichiro và Hattori Yurie. Takahashi chịu trách nhiệm tạo ra cốt truyện chính, nhưng khi ông trở thành đạo diễn và nhà sản xuất điều hành, anh cũng không thể đảm nhận toàn bộ nhiệm vụ viết kịch bản, vì vậy ông đã nhờ Takeda làm cộng sự của mình trong việc viết kịch bản. Takeda là nhà biên kịch anime, người trước đây đã hợp tác với Takahashi trong việc chuyển thể trò chơi Xenosaga đầu tiên, bên cạnh việc viết kịch bản cho Xenosaga I & II, phiên bản remake Xenosaga cho hệ máy Nintendo DS, và phần tiếp theo của nó. Takahashi cố tình chọn một người ngoài ngành công nghiệp trò chơi điện tử vì ông muốn có một góc nhìn khác về nhịp độ của câu chuyện. Hattori được đưa vào trong giai đoạn phát triển ban đầu do kinh nghiệm của bà với các kịch bản trò chơi của Nintendo, cho phép bà có thể nhìn nhận kịch bản của Takahashi và Takeda từ góc độ khách quan. Một yếu tố quan trọng trong kịch bản là sự tương phản về quy mô, mà Takahashi mô tả là "tương phản giữa các lĩnh vực vi mô và vĩ mô", khi chủ đề câu chuyện chính là các nhân vật bắt đầu một hành trình vĩ đại và phát triển, và vượt qua một tương lai đã được định trước.   Mặc dù có nhiều yếu tố giả tưởng, Xenoblade Chronicles dựa trên tiền đề khoa học viễn tưởng, mặc dù các yếu tố như vậy luôn được hạn chế trong phần đầu tiên của trò chơi.
Mặc dù trước đó họ làm việc cùng nhau, nhưng đây là lần đầu tiên Takahashi và Takeda cùng làm việc mật thiết trong một dự án. Takeda thấy làm việc trong dự án khó khăn hơn dự đoán ban đầu: tiêu chuẩn cho lối viết của ông là dành cho định dạng loạt phim hoạt hình, giới hạn trong 20-25 phút. Với Xenoblade Chronicles, khối lượng truyện và tác phẩm viết lớn hơn nhiều và mang lại nhiều không gian hơn cho việc diễn đạt kịch tính. Ngược lại, kinh nghiệm trước đây của ông cho phép Takahashi dễ dàng lên kế hoạch cấu trúc và xếp lịch cho trò chơi. Trong giai đoạn viết sơ khai, Takahashi không đưa ra hướng dẫn cụ thể cho Takeda: thay vào đó ông đưa ra một phác thảo sơ bộ mà họ đã làm việc cùng nhau, sau đó họ đã trao đổi kịch bản phát triển với nhau, cùng với các nhà sản xuất Kawabata Shingo và KojimaK oh  để giải quyết các yếu tố chưa được chỉnh sửa khác. Takahashi so sánh việc làm này với việc chơi trò bắt bóng, điều mà ông không thường làm cho các kịch bản trò chơi của mình. Đoạn kết trải qua các sửa đổi: trong khi Takahashi và Takeda cảm thấy họ đã tạo ra một kết thúc khá viên mãn, thì Hattori vẫn cảm thấy không hài lòng. Sau cái nhìn lại, Takahashi và Takeda nhận ra rằng kịch bản sẽ xuất hiện gây bối rối cho người ngoài, vì vậy họ viết lại nó để thân thiện với người chơi hơn. Kịch bản cuối cùng chứa một lượng lớn lời thoại: âm lượng tuyệt đối, bao gồm cả đoạn hội thoại trong trận chiến, làm cho quá trình ghi âm trở nên khó khăn hơn. Bằng tất cả nỗ lực, Takahashi đã khẳng định rằng càng nhiều phần kịch bản được sử dụng càng tốt, mặc dù đôi khi ông cảm thấy đã sử dụng nhiều quá. Cuối cùng, một số đoạn hội thoại cần được cắt bỏ khi những người thử nghiệm cảm thấy các nhân vật nói quá nhiều.  Phong cách viết tổng thể của Takahashi được chau chuốt và trưởng thành hơn so với các trò chơi khác cùng thể loại.
Một trong những yếu tố được cả Takahashi và Takeda quan tâm là nhân vật chính Shulk. Takahashi đã nhận thấy rằng, trong phần lớn các game nhập vai, nhân vật chính đều quá dễ dàng bị ghét, trong khi các nhân vật khác lại được yêu thích. Do đó, một trong những ưu tiên chính là làm cho Shulk trở nên hấp dẫn nhất có thể đối với người chơi. Trong quá trình này, có ý kiến cho rằng Shulk là một nhân vật chính không nói, nhưng đa phần nhân viên mong muốn Shulk có thể nói. Thêm vào đó, Takahashi phải đối mặt với vấn đề trong mọi game nhập vai là các nhân vật lồng tiếng, là cần phát triển chúng một cách phù hợp và viết đoạn hội thoại phù hợp giữa họ. Nhân vật đồng hành Riki, được trích dẫn bởi Takeda, là một nhân vật yêu thích của anh: trên phác thảo, Riki có vẻ là nhân vật không được yêu thích, nhưng giọng nói và ngoại hình của cậu đóng vai trò tương phản với nhận xét ban đầu. Một trong những cảnh mà Hattori tác động vào là cảnh giữa Shulk và Fiora thể hiện mối liên kết giữa họ: cảnh gốc có Shulk chạm vào má Fiora, Harrori bỗng dưng cảm thấy cảnh này sẽ trông "đáng sợ". Phân cảnh đã được thay đổi thành Shulk chạm vào tay cô. Một trong những ý tưởng ban đầu mà Takeda đề xuất là một trong những nhân vật chính của nhóm sẽ phản bội họ và trở thành trùm cuối, nhưng Takahashi đã từ chối ý tưởng này vì ông cảm thấy nó sẽ đi ngược lại với mong đợi của người chơi.  Trong quá trình phát triển, câu chuyện đã trải qua rất nhiều lần sửa đổi đến nỗi Takahashi quên mất ý tưởng ban đầu của mình là gì, mặc dù về mặt cơ bản, khuôn khổ xuyên suốt vẫn bám sát ý tưởng ban đầu.

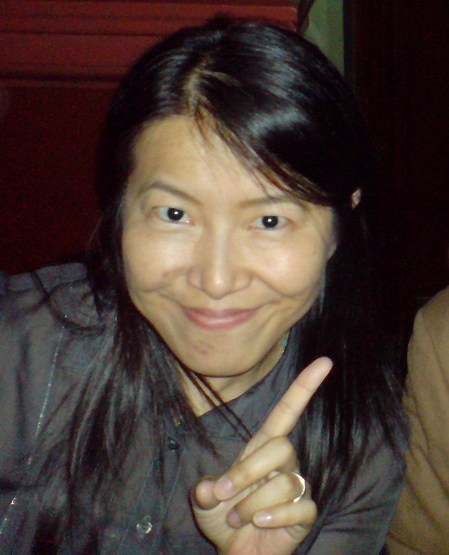
Yoko Shimomura, một trong nhiều nhà soạn nhạc của trò chơi

Phổ nhạc cho Xenoblade Chronicles được sáng tác bởi Kiyota Manami, ACE+ (một nhóm sản xuất âm nhạc gồm Kudo Tomori, Yamanaka "CHiCO" Hiroyo, và Hiramatsu Kenji) và Shimomura Yoko. Giống trong mọi khâu phát triển khác, Takahashi cũng tham gia sâu vào quá trình phát triển âm nhạc, liên tục từ chối các tác phẩm mà ông cảm thấy không phù hợp cho trò chơi. Ông thừa nhận rằng lí do bởi vì những bản mẫu đầu tiên ông đã đưa cho nhóm là tầm nhìn của ông cho phần âm nhạc, và họ đã theo sát mong muốn của ông. Theo yêu cầu của Takahashi, hãng thu âm Dog Ear Records của Uematsu Nobuo hỗ trợ sản xuất.
Đội âm nhạc được dẫn dắt bởi Shimomura, người ban đầu rất bối rối vì tên bản nhạc rất kỳ lạ, song cũng là cơ hội để sử dụng âm thanh không thường xuất hiện trong các tác phẩm trong các dự án khác của bà, như guitar điện. Kiyota trước đây chỉ sáng tác hời hợt với các tựa trò chơi điện tử; bà đã chấp nhận đề nghị của Dog Ear Records mời bà sáng tác nhạc. ACE+ đã được Dog Ear Records đề xuất với Takahashi. Kiyota xử lý các bản nhạc môi trường, trong khi ACE+ phụ trách các bản nhạc chiến đấu bên cạnh các tác phẩm âm nhạc khác. Mục tiêu chính của đội là tạo ra âm nhạc vượt xa âm nhạc điển hình của các trò chơi nhập vai. Nhìn nhận lại, Yamanaka quy kết sự hài hòa của sáu tác phẩm của nhà soạn nhạc cho tổng thể cấu trúc và định hướng chung của Takahashi. Phổ nhạc cuối cùng chứa khoảng chín mươi phần bản nhạc. Một trong những bản nhạc khó nhất đối với Shimomura là bản nhạc dài 9 phút mà Takahashi yêu cầu khớp cho một cảnh phim. Sau đó, ông nói rằng ca khúc cần thay đổi giữa chừng, về cơ bản đòi hỏi phải tạo ra hai chủ đề thắt chặt với nhau.  Phần lớn âm nhạc của trò chơi được viết bởi Kiyota và ACE+, và Shimomura viết mười một bản nhạc. Âm nhạc được ghi âm tại Burnish Stone Record Studios ở Tokyo. Tác phẩm hợp xướng được thực hiện bởi Yamanaka, Kiyota và Koori Masao.

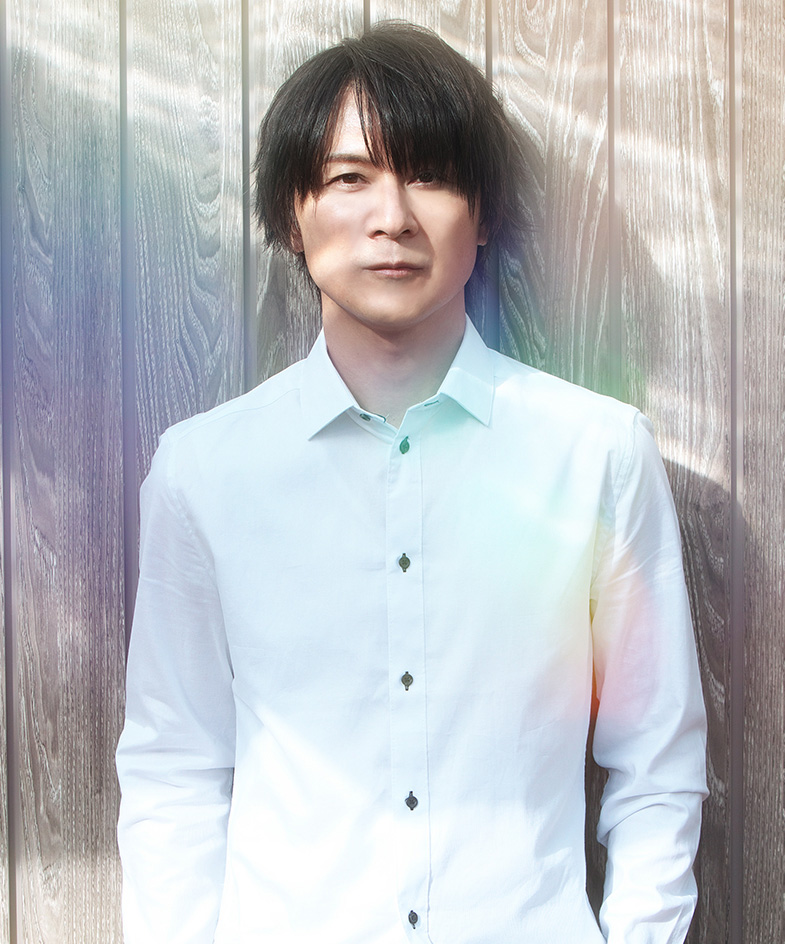
Mitsuda Yasunori sáng tác bản nhạc chủ đề kết thúc của trò chơi, "Beyond the Sky"

Bản nhạc chủ đề kết thúc của trò chơi, "Beyond the Sky", được sáng tác bởi Mitsuda Yasunori và được thể hiện bằng tiếng Anh bởi ca sĩ người Úc Sarah Àlainn. Mitsuda được đưa vào đội sản xuất âm nhạc nhờ kinh nghiệm trước đây của anh với nhạc nền của Xenogears và trò chơi Xenosaga đầu tiên, và do mối quan hệ làm việc lâu dài với Takahashi. Chính Takahashi đã viết lời bài hát gốc bằng tiếng Nhật cho ca khúc, được dịch sang tiếng Anh bởi Lisa Gomamoto.  Khi Mitsuda được liên lạc, dự án đã gần hoàn thành, còn lại rất ít công việc phát triển và sáng tác. Mặc dù vậy, trước khi tạo bản nhạc chủ đề, Mitsuda đã hỏi liệu anh ta có thể được đọc kịch bản, và nó lớn hơn nhiều so với dự đoán của anh ta.  Ca khúc đã làm Mitsuda rất căng thẳng vì được giao nhiệm vụ sáng tác bài hát quan trọng nhất của trò chơi, cần kết hợp cả sự đa dạng của toàn bộ phần nhạc còn lại, và phù hợp với tầm nhìn lớn của Takahashi cho phần cuối của trò chơi.
Một album nhạc chính thức của trò chơi, Xenoblade Original Soundtrack, đã được Dog Ear Records phát hành vào ngày 23 tháng 6 năm 2010  Album lọt vào bảng xếp hạng Oricon ở vị trí 80, và duy trì trong bảng xếp hạng trong năm tuần. Khi phát hành, album đã nhận được lời khen ngợi từ các nhà phê bình: trong khi nhiều nhà phê bình ngạc nhiên rằng những đóng góp của Shimomura và Mitsuda không đáng kể so với suy nghĩ ban đầu, họ lại thấy thú vị với phần lớn âm nhạc được sáng tác bởi Kiyota và ACE+. "Beyond the Sky" cũng đồng loạt nhận được lời khen ngợi.

## Phát hành
Tựa đề chính thức và ngày phát hành của trò chơi đã không được công bố cho đến đầu năm 2010, cùng với thông báo của The Last Story. Trò chơi phát hành tại Nhật Bản vào ngày 10 tháng 6 năm 2010. Hơn một năm sau khi phát hành tại Nhật Bản, trò chơi đã được xác nhận phát hành tại khu vực châu Âu với tựa đề Xenoblade Chronicles. Phiên bản này bao gồm cả bản nhạc tiếng Anh và tiếng Nhật. Theo Adam Howden, diễn viên lồng tiếng của Shulk, ông không được cung cấp nhiều thông tin trước khi thử vai và không bao giờ được cung cấp toàn bộ kịch bản trong quá trình ghi âm. Theo ông, kịch bản dịch cần phải được thay đổi khi một số dòng dài hơn hoặc ngắn hơn bản gốc tiếng Nhật, và ông được yêu cầu mang đến cho Shulk một giọng Anh trung tính. Liên quan đến quá trình nội địa hóa của trò chơi, Takahashi nói rằng, bên cạnh một số thay đổi nhỏ đã được thực hiện trong phiên bản tiếng Anh của trò chơi, như là một số lỗi sửa chữa, điều chỉnh nhỏ để cân bằng lối chơi, và sửa đổi nhỏ một số nội dung văn bản, thì không có sự thay đổi nào dẫn đến sự khác biệt đáng kể. Ban đầu dự định phát hành vào ngày 2 tháng 9 năm 2011, nhưng trò chơi đã được phát hành sớm hai tuần vào ngày 19 tháng 8. Ngoài phiên bản tiêu chuẩn, một phiên bản đặc biệt với Red Wii Classic Controller Pro cũng được phát hành.  Sau đó, trò chơi đã được phát hành lại ở châu Âu trên Nintendo eShop của Wii U vào ngày 5 tháng 8 năm 2015.
Mặc dù đã được xác nhận phát hành ở châu Âu, Xenoblade Chronicles không có xác nhận chính thức về việc phát hành ở Bắc Mỹ. Ngoài ra, mặc dù dự án đã được công bố tại E3 2009, khi trò chơi đã được hoàn thiện, lại hoàn toàn vắng mặt từ E3 2011. Trong một cuộc phỏng vấn trên đài truyền hình Pháp Nolife, Mathieu Minel, giám đốc tiếp thị của Nintendo France, tuyên bố rằng Nintendo của châu Âu đã muốn trình chiếu trò chơi này, nhưng Nintendo của Mỹ không cho phép điều đó, làm dấy lên suy đoán rằng nó sẽ không được phát hành ở Bắc Mỹ. Phản ứng lại điều này, một chiến dịch của người hâm mộ đã được triển khai có tên là Operation Rainfall. Mục tiêu của chiến dịch là nâng cao nhận thức của người hâm mộ về tình trạng hiện tại của ba trò chơi thể loại nhập vai cho hệ máy Wii: Xenoblade Chronicles, The Last Story và Pandora's Tower. Các động thái của chiến dịch Operation Rainfall bao gồm email, chiến dịch có tổ chức, kiến nghị trực tuyến, gọi điện thoại và tin nhắn trên tài khoản Facebook và Twitter của Nintendo. Một trong những nỗ lực đáng chú ý nhất là kêu gọi đặt hàng trước trò chơi thông qua trình giữ chỗ cho tựa trò chơi gốc "Monado: Beginning of the World " ban đầu trên Amazon.com. Những nỗ lực của họ đã khiến Xenoblade Chronicles đạt vị trí số 1 trong bảng xếp hạng trò chơi đặt hàng trước của trang web, đánh bại The Legend of Zelda: Ocarina of Time 3D và gói PlayStation 3 cho Call of Duty: Black Ops. Chiến dịch cũng nhận được sự hỗ trợ từ Mistwalker, nhà phát triển của The Last Story, và nhà văn Xenogears và Xenosaga Saga Soraya. Takahashi sau đó tuyên bố rằng Monolith Soft đã phát triển trò chơi, được hiểu rằng trò chơi sẽ được phát hành ở nước ngoài.
Sau nhiều tháng sau những hoạt động này, Nintendo of America chính thức tuyên bố rằng hiện tại không có kế hoạch phát hành ba trò chơi được yêu cầu ở Bắc Mỹ, mặc dù thừa nhận nhu cầu lớn đối với các tựa trò chơi này. Tin đồn cuối cùng đã xuất hiện rằng tựa trò chơi này sẽ được phát hành ở Bắc Mỹ khi nó được liệt kê trên trang web của nhà bán lẻ trò chơi GameStop. Ngay sau đó, Nintendo chính thức tuyên bố rằng trò chơi sẽ được phát hành cho khu vực Bắc Mỹ. Trong một cuộc phỏng vấn năm 2013, chủ tịch Nintendo của Mỹ, Reggie Fils-Aimé tiết lộ rằng, Nintendo đang xem xét một phiên bản phát hành của Mỹ cho Xenoblade Chronicles khi Operation Rainfall vẫn đang hoạt động, và trong khi chiến dịch không phải là yếu tố tiên quyết cho quyết định của họ, họ đã tiếp nhận thông tin và cân nhắc quyết định liệu việc phát hành có đạt được lợi nhuận hay không. Xenoblade Chronicles cuối cùng được phát hành ở Bắc Mỹ vào ngày 6 tháng 4 năm 2012.  Nó được phát hành ở Bắc Mỹ dưới dạng độc quyền cho cửa hàng Nintendo của Mỹ, cùng trang web và cửa hàng của GameStop.  Phiên bản eShop được phát hành cho Bắc Mỹ từ ngày 28 tháng 4 năm 2016.

### Tái bản

#### Xenoblade Chronicles 3D
Một bản port cho New Nintendo 3DS, có tên Xenoblade Chronicles 3D, đã được phát hành trên toàn thế giới vào tháng 4 năm 2015.  Phiên bản này có tính năng StreetPass, cũng như khả năng tương thích với Shulk Amiibo.  Bản port ban đầu được công bố vào tháng 8 năm 2014 cùng với New Nintendo 3DS. Bản port được hợp tác phát triển bởi Monster Games, một đối tác thường xuyên của Nintendo vì đã có nhiều bản port ổn định. Họ được Nintendo yêu cầu việc port trò chơi vì các nhân viên tại Monolith Soft đã bắt tay với tựa trò chơi Xenoblade tiếp theo. Việc phát triển bản port bắt đầu từ Thu và Đông 2013 cho bản gốc Nintendo 3DS, nhưng thử nghiệm ban đầu cho thấy nền tảng ban đầu thiếu bộ nhớ và sức mạnh để chạy trò chơi một cách hiệu quả, vì khả năng xử lý của Wii mạnh hơn 3DS thông thường. Nghe tin về phiên bản New 3DS, họ đã quyết định sử dụng sức mạnh xử lý được tăng lên của máy để hiện thực hóa tham vọng của trò chơi.  Sức mạnh tăng lên của máy làm việc port trò chơi trở nên khả thi, và với sơ đồ bố trí nút của máy, bao gồm các nút vai ZL và ZR và C-Stick, đồng nghĩa việc sơ đồ bố trí nút trên tay cầm gốc Wii Classic có thể tái sử dụng ngay mà không cần điều chỉnh. Một phần trong sự thay đổi cho bản port là phần lớn thông tin trên màn hình đã được chuyển xuống phía dưới màn hình cảm ứng để tránh nhồi nhét vào màn hình trên cùng, trong khi bố cục được sắp xếp cẩn thận để duy trì cảm giác của bản gốc càng nhiều càng tốt.
Để duy trì tốc độ khung hình và chuyển tiếp liền mạch giữa các môi trường, những "thủ thuật kỹ thuật" đã được sử dụng. Họ đã làm việc chăm chỉ để bao gồm cả khả năng 3D mặc dù có nhiều khó khăn kỹ thuật. Phần khó nhất của quá trình phát triển là đưa quy mô của trò chơi hoạt động trong phần cứng mới. Điều này đòi hỏi phải tạo ra một công cụ đồ họa mới với khả năng tùy chỉnh hiển thị và mức độ phức tạp của chi tiết. Tất cả các môi trường đã được xây dựng lại và tối ưu hóa cho hệ thống mới trong khi vẫn giữ nguyên tính thẩm mỹ ban đầu.  Lý do được đưa ra để port trò chơi sang New 3DS thay vì hệ máy gia đình Wii U là vì độ dài của trò chơi có thể khiến game thủ hiện đại, người đã quen với các phiên chơi game nhanh và tiện chơi-khi-di-chuyển hơn.

#### Xenoblade Chronicles: Definitive Edition
Một phiên bản làm lại của trò chơi gốc, Xenoblade Chronicles: Definitive Edition, đã được công bố vào tháng 9 năm 2019 trong buổi thuyết trình của Nintendo Direct. Ngoài hình ảnh nâng cao, hệ thống điều khiển được cập nhật, âm nhạc được cải biên và các cải tiến chất lượng trải nghiệm khác, Definitive Edition cũng bao gồm một kịch bản hậu truyện mới có tên Future Connected, được đặt trong bối cảnh một năm sau các sự kiện chính của trò chơi. Trò chơi được phát hành trên toàn thế giới cho Nintendo Switch vào ngày 29 tháng 5 năm 2020.

## Đón nhận
Kể từ khi phát hành, Xenoblade Chronicles đã nhận được nhiều lời khen ngợi, giành được điểm số tuyệt đối từ Digital Spy, Joystiq, GamePro và RPGamer, với điểm số gần như tuyệt đối từ hầu hết các trang web và tạp chí trò chơi video khác. Trò chơi đã nhận được "đại đa số hoan nghênh", theo tổng hợp đánh giá Metacritic.
Cốt truyện được nhiều người cho là sáng tạo và thú vị, mặc dù phần mở đầu khá bình thường, song, tính mở của trò chơi được xem là một thay đổi đáng hoan nghênh cho thể loại này: nhà phê bình của IGN Keza MacDonald nói rằng cô đã rất sốc khi đã kỳ vọng trò chơi sẽ giống thể loại trò chơi nhập vai Nhật Bản khác, như Final Fantasy XIII theo hệ tuyến tính và theo cốt truyện. Hệ thống chiến đấu và xử lý các nhiệm vụ của trò chơi cũng nhận được lời khen ngợi, đồng thời trò chơi được coi là một bước tiến tuyệt vời cho thể loại này do thân thiện với người dùng. Một điểm bị chỉ trích là về mặt đồ họa, với nhiều phê bình thất vọng rằng đồ họa lởm chởm so với các hệ máy chơi game đương đại khác.  Tạp chí IGN, Eurogamer và Edge đã trích dẫn trò chơi như một sự trở lại vang dội cho dòng JRPG, và là một biểu tượng điển hình cho thể loại này. Hệ thống chiến đấu, và ở mức độ tương đối của lối chơi, được so sánh tích cực bởi nhiều nhà phê bình so với những gì được sử dụng trong Final Fantasy XII.
Bản port 3DS mới cũng nhận được đánh giá "nói chung là tích cực", theo Metacritic. Bản port nói chung đã nhận được lời khen ngợi tương tự như Xenoblade Chronicles gốc: nhiều điểm khen ngợi về lối chơi và cốt truyện, tương tự với phiên bản gốc. Trong khi đó, có những khen ngợi mới về việc port thành công một trò chơi RPG quy mô lớn như vậy. Mặc dù vậy, các nhà phê bình đã trích dẫn việc hạ cấp đồ họa và triển khai các hiệu ứng 3D mờ nhạt, dẫn đến việc bản port nhận điểm số thấp hơn phiên bản gốc.

### Giải thưởng
Tại giải thưởng Japan Game 2011, Xenoblade Chronicles đã nhận được giải thưởng "Xuất sắc". Trong các giải thưởng trò chơi hay nhất năm 2012 của IGN, trò chơi được đặt tên là "Trò chơi Wii/Wii U hay nhất" và được trao giải "Cốt truyện về Wii/Wii U hay nhất". Trò chơi cũng được đề cử ở hạng mục "Trò chơi nhập vai tổng thể hay nhất" và "Cốt truyện tổng thể hay nhất". Trong giải thưởng "Trò chơi của năm" của RPGFan cùng năm, trò chơi được công nhận là "Game nhập vai truyền thống hay nhất", và là á quân của giải "Hệ thống giao tranh xuất sắc nhất" và "Game nhập vai xuất sắc nhất", thua cả hai giải vào tay Mass Effect 3. Trò chơi cũng nhận giải "Game nhập vai hay nhất của độc giả" trên trang web, với 24% phiếu bầu của độc giả dành cho Xenoblade Chronicles, đánh bại Persona 4 Golden. Trong các giải thưởng "Best of 2012" của RPGamer, trò được mệnh danh là game nhập vai hay nhất năm, cùng với việc kiếm được giải thưởng "Cốt truyện hay nhất" và "Âm nhạc hay nhất". Tại giải thưởng Golden Joystick 2012, trò chơi đã được đề cử ở hạng mục "Game nhập vai hay nhất", mặc dù đã thua giải vào tay The Elder Scrolls V: Skyrim. Tạp chí Slant mệnh danh cho trò chơi là "Trò chơi của năm" vào năm 2012.

### Doanh thu
Trong tuần đầu tiên phát hành, Xenoblade Chronicles đã đứng đầu bảng xếp hạng trò chơi của Nhật Bản, bán được 80.000 bản. Đến cuối năm 2010, trò chơi đã bán được hơn 161.000 bản, trở thành trò chơi Wii bán chạy thứ tám trong năm và cuối cùng đạt gần 200.000 bản vào cuối năm 2013. Trong bảng xếp hạng của Anh, Xenoblade Chronicles xuất hiện ở vị trí thứ 7 và đạt hạng 2 trong bảng xếp hạng riêng cho hệ máy Wii, mặc dù thiếu hụt nguồn hàng. Theo Gamasutra, đây là trò chơi bán chạy thứ tư ở Anh trong tuần đầu tiên. Trong bảng xếp hạng trò chơi của Hoa Kỳ, trò chơi đã bị loại khỏi đánh giá hàng tháng của Tập đoàn NPD do trò chơi là độc quyền của nhà bán lẻ. Công ty ngân hàng đầu tư Piper Jaffray ước tính đây là một trong những trò chơi bán chạy nhất tại Hoa Kỳ trong tháng 4 năm 2012, cùng với Mass Effect 3 và Prototype 2. Trong một cuộc phỏng vấn sau đó, có tuyên bố rằng trò chơi bán ở phương Tây tốt hơn ở Nhật Bản.
Doanh số bán ra của Xenoblade Chronicles 3D thấp hơn kì vọng, chỉ bán 56.932 bản trong tuần đầu tiên tại Nhật Bản. Khoảng 78.000 bản tiếng Nhật đã được bán tính đến cuối tháng 6 năm 2015. Trong bảng xếp hạng của Anh, trò chơi đã ra mắt ở vị trí # 27, trở thành sản phẩm bán chạy thứ ba của Nintendo trong tuần đó. Theo số liệu của NPD Group, trò chơi đã bán được dưới 75.000, không thể lọt vào top 10. Tuy nhiên, Nintendo tuyên bố rằng trò chơi xếp hạng thứ 5 cho độc quyền nền tảng trong tuần đó.
Tính đến tháng 12 năm 2020, Xenoblade Chronicles: Definitive Edition đã bán ra 1.52 triệu bản.

## Kế thừa
Shulk là một nhân vật có thể chơi trong loạt trò chơi chiến đấu chia sẻ nhân vật Super Smash Bros., xuất hiện trong cả hệ máy Nintendo 3DS và Wii U và phiên bản Ultimate của nó. Gaur Plain, một địa điểm trong trò chơi, được tái hiện thành sàn đấu; một trong những nhân vật phản diện của trò chơi, Metal Face, cũng được tái hiện thành đối thủ phản diện; Dunban và Riki (và Fiora trong Ultimate) tham chiến cùng Shulk trong đòn đánh Final Smash của anh. Ngoài ra, Riki cũng xuất hiện dưới dạng hỗ trợ Assist Trophy, sử dụng Art của riêng mình để phá rối đối thủ. Fiora sau đó xuất hiện là một nhân vật có thể chơi trong trò chơi chia sẻ nhân vật Project X Zone 2, đại diện cho loạt trò chơi Xeno bên cạnh nhân vật Xenosaga KOS-MOS, đối diện Metal Face là một nhân vật của đối thủ. Bằng cách sử dụng kinh nghiệm có được trong quá trình phát triển Xenoblade Chronicles và lắng nghe phản hồi về trò chơi, Takahashi và nhóm hát triển bắt đầu phát triển một tựa trò chơi kế thừa tinh thần cho hệ máy Wii U. Tựa trò chơi Xenoblade Chronicles Xđược phát hành trên toàn thế giới vào năm 2015. Phần tiếp theo trên hệ máy Nintendo Switch, Xenoblade Chronicles 2, đã được phát hành trên toàn thế giới vào tháng 12 năm 2017. và Shulk và Fiora có thể xuất hiện dưới dạng Blades tùy chọn để nhập đội thông qua DLC. Bản làm lại độ nét cao đã được phát hành trên toàn thế giới vào ngày 29 tháng 5 năm 2020 cho Nintendo Switch, có tiêu đề Xenoblade Chronicles: Definitive Edition.